# Pectobacterium atrosepticum
Espèce
Pectobacterium atrosepticum (synonyme : Erwinia carotovora subsp. atroseptica) est une espèce de bactéries de la famille des Enterobacteriaceae, qui est un agent pathogène des plantes avec une gamme d'hôte variée. Elle provoque notamment les symptômes de la pourriture molle bactérienne et de la jambe noire chez la pomme de terre.
Le génome de la souche CFBP6276 a été séquencé en 2013.

## Liste des souches
Selon NCBI (28 août 2014) :
- Pectobacterium atrosepticum (Delta)HAI2-SCRI1043
- Pectobacterium atrosepticum CFBP 6276
- Pectobacterium atrosepticum ICMP 1526
- Pectobacterium atrosepticum SCRI1043